# Балсорано
Балсора̀но (на италиански: Balsorano, на местен диалект Balz'rana, Балцърана) е малко градче и община в Южна Италия, провинция Акуила, регион Абруцо. Разположено е на 340 m надморска височина. Населението на общината е 3617 души (към 2012 г.).